# Go For It!
「Go For It!」（ゴー・フォー・イット）は、2005年11月23日にLantisより発売されたKISHOWとe-ZUKAによるロックユニット、GRANRODEOのデビューシングルである。

## 解説
- テレビ朝日系・カートゥーンネットワークアニメ『IGPX』オープニングテーマ。
- 「Go For It!」はGRANRODEOの楽曲の中でカバー曲を除けば、唯一KISHOWが作詞をしていない作品である。

## 収録曲
（全作曲・編曲：飯塚昌明）
1. Go For It!
作詞：mavie
2. mistake
作詞：谷山紀章
3. Go For It! (off vocal)
4. mistake (off vocal)

## 収録アルバム
- 『RIDE ON THE EDGE』（#1、#2）
  - #1は、ヴォーカルが新緑されている。
- 『GRANRODEO B‐side Collection "W"』（#2）